# 量子成像
量子成像（英語：Quantum Imaging，QI），又称鬼成像（英語：Ghost Imaging，GI）、关联成像（英語：Correlated imaging，CI）等，是一种利用光场的二阶或高阶关联获得物体信息的成像方法。量子成像属于非定域成像，其概念起源于20世纪50年代的HB-T实验。继纠缠光量子成像实验之后，陆续有研究者提出了经典光量子成像、无透镜量子成像、计算量子成像、差分量子成像等技术。量子成像技术在光刻、激光雷达、生物组织造影、水下成像等领域都有应用。

## 历史

### 基础研究

强度干涉仪的抽象示意图

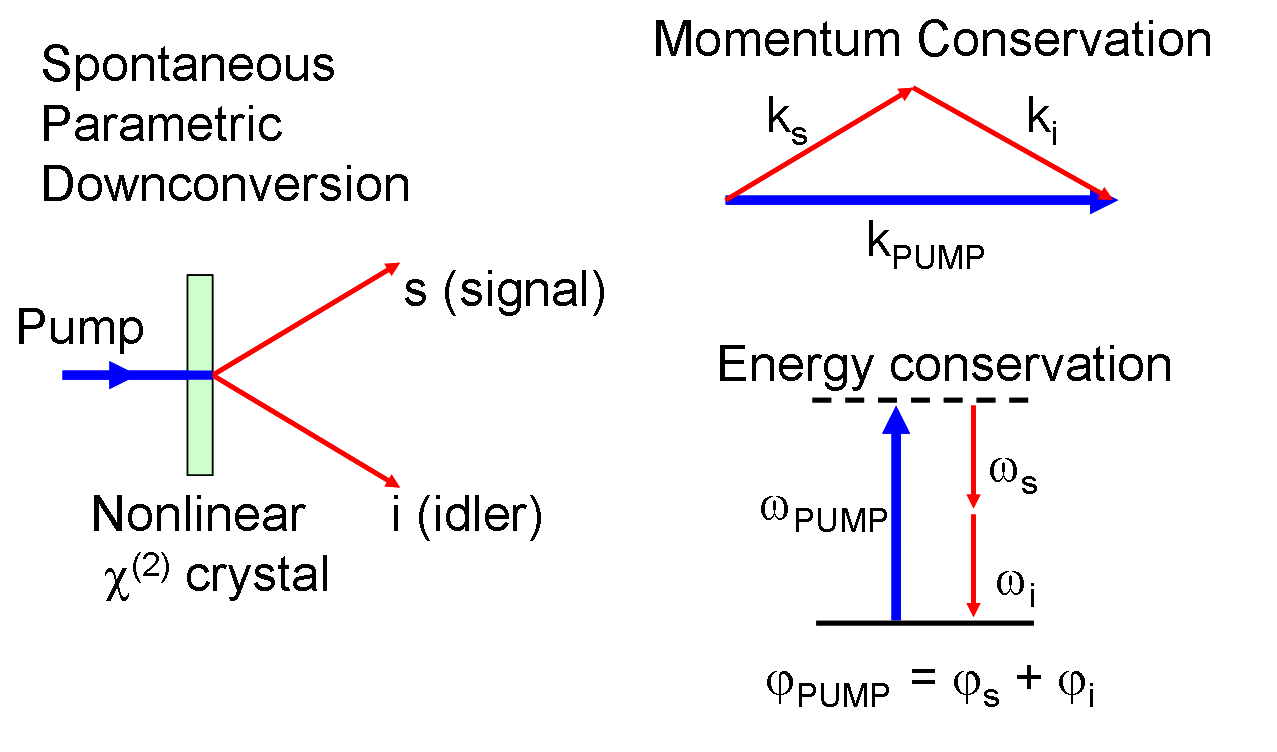
自发参量下转换示意图

20世纪50年代，汉伯里·布朗（英語：Robert Hanbury Brown）与特威斯（英語：Richard Q. Twiss）进行了HB-T实验，其主要内容是设计了一种干涉仪以解决在基线较长的情况下，射电星角直径的测量问题。这种干涉仪在射电天文学中又被称为强度干涉仪，其大致结构是：来自光源的光被半镀银镜分为两束，分别照射两个光电倍增管的阴极，两管的输出电流经过放大以后在线性混频器中相乘，如此持续运行大约一小时以获得可观测的结果。因此其在形态上类似迈克耳孙干涉仪，但不同点在于，迈克耳孙干涉仪是在检测之前混合两路信号，并且信号在混合之前始终拥有相位信息。这种干涉仪则不然，进行混合的只是两路信号的强度，相位信息在经过光电倍增管之后已经被抹去了。但即便如此，两路信号仍然表现出相干性，这意味着光场的相干性不仅在相位上体现出来，甚至仅仅在强度上也可以体现。文章发表之后，一些物理学家无法在HB-T实验验证中得出显著的相干性，并声称“这种相干性的存在要求对量子力学中一些基本概念进行重大修订”。汉伯里·布朗和特威斯进行了理论推导，并尝试了对天狼星A的观测，最终验证了实验结果的合理性。这个实验将光子符合探测引入光学实验，使得人们认识到光的二阶干涉效应会造成光场的强度关联（相关性）。
1970年，美国国家宇航局电子研究中心的大卫·伯纳姆（英語：David Burnham）与唐纳德·温伯格（英語：Donald Weinberg）在光子计数实验中使用了名叫“自发参量下转换”的非线性光学技术。两人用氦-镉激光器产生325nm激光束泵浦25mm长的磷酸二氢铵（ADP）晶体，测得入射光子转化为相位匹配（入射光子动量和能量等于两出射光子动量和与能量和）的双光子的概率最大。这一技术使得纠缠光子对可以很方便地获得。1985年以后，人们开始注意到自发参量下双光子场的存在，并开始对其进行研究和应用。1988年，苏联学者大卫·尼古拉耶维奇提出了一种用来验证爱因斯坦-波多尔斯基-罗森实验，并证明互补原理的方法，其中设计的一种装置实际上可以作为量子成像设备使用。这种装置进行符合检测的方法是，用两路探测器中的一路是否收到光子，来控制另一路探测的开闭。大卫·尼古拉耶维奇也由此被认为是量子成像方案的提出者。

### 纠缠光量子成像

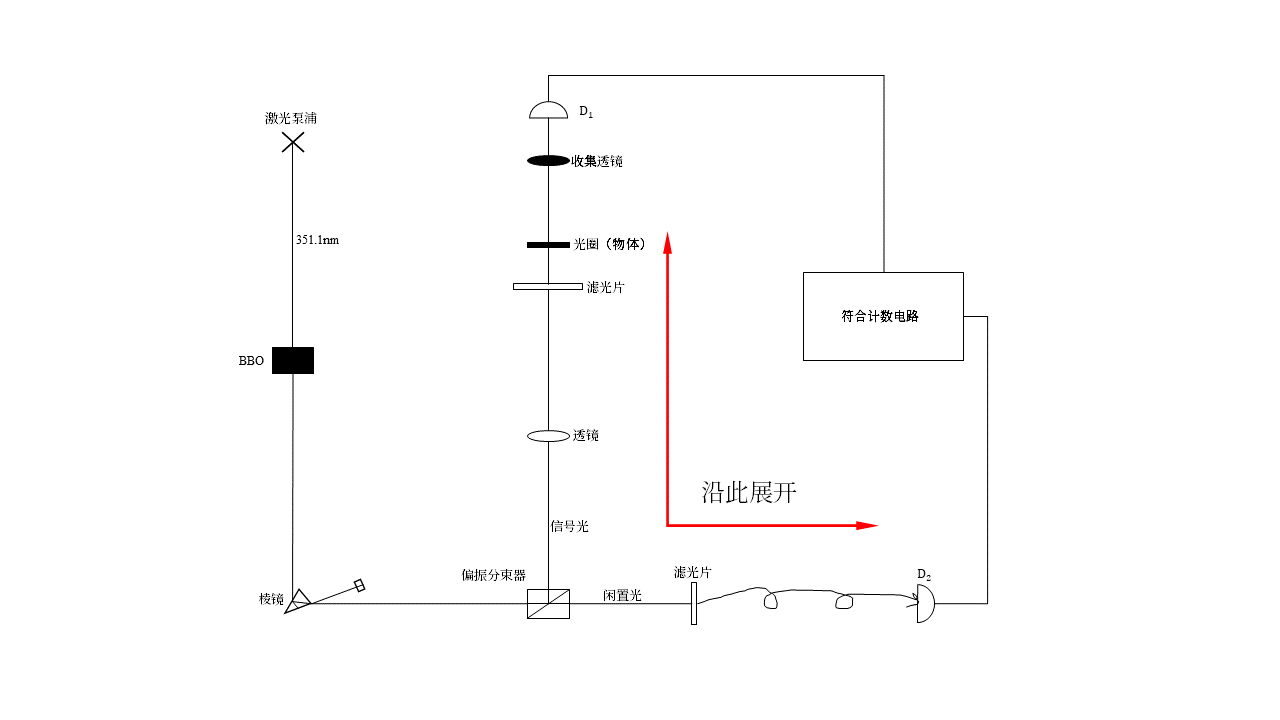
史砚华小组的量子成像装置

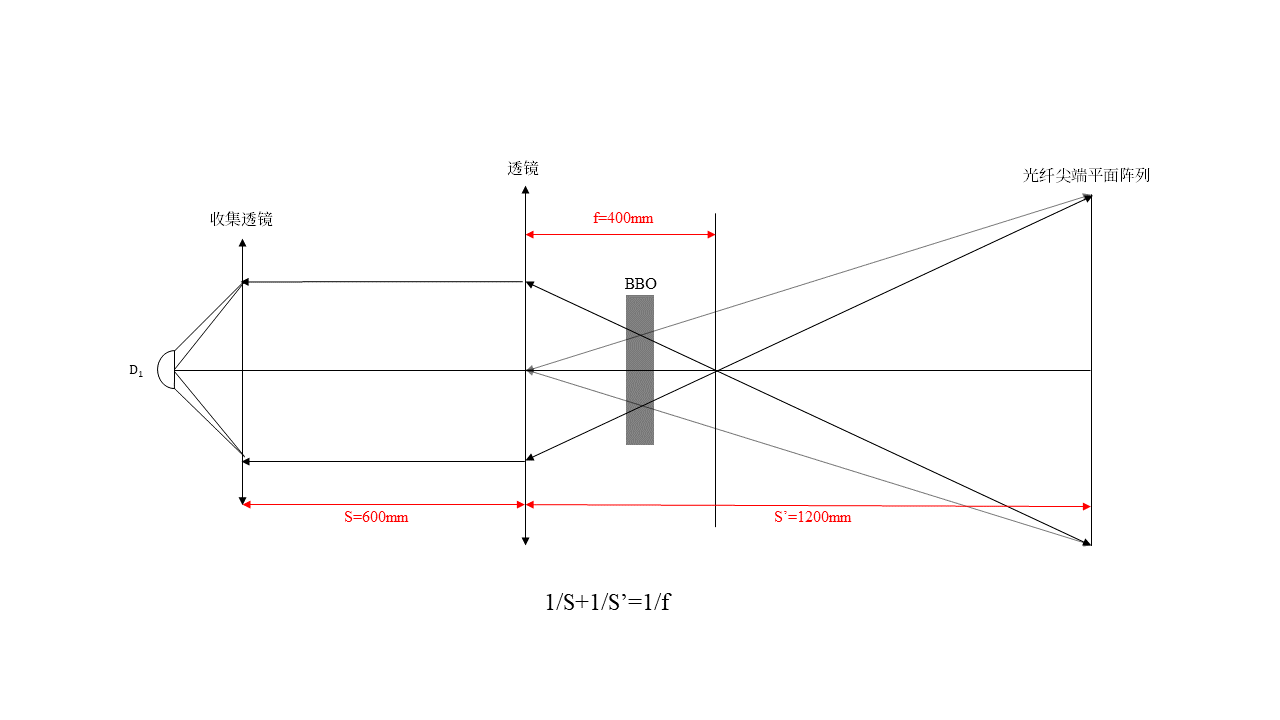
装置沿光路展开

1994年，大卫·尼古拉耶维奇在一篇尝试同时使用经典表述和量子表述解释光的量子性质的论文中，从量子力学的角度阐释了双光子非定域成像的理论基础。1995年，美国马里兰大学的史砚华小组以纠缠双光子作为光源，结合符合测量技术，实现了量子成像。史砚华小组用波长351.1nm的氩离子激光器产生直径2mm的光束作为泵浦源，泵浦被切割成为简并II型相位匹配角的{\displaystyle {\ce {\beta-BaB2O4}}}（偏硼酸钡，BBO）晶体，出射两路正交偏振信号。分别将从BBO晶体的e-射线平面和o-射线平面出射的光束称为信号光和闲置光，这两路光的波长均为702.2nm，即泵浦光波长的二倍。混合有未经自发参量下转换的原泵浦光、信号光和闲置光的混合光束经过紫外级熔融石英色散棱镜滤除剩余的波长为351.1nm的原泵浦光，进入作为偏振分束器的汤普森棱镜将信号光和闲置光分开。信号光束照射焦距为400mm的成像凸透镜，透过的光束经过一个简并波长为702.2nm、带宽为83nm的滤光片，再照射在物体（写有“UMBC”字样的光圈）上。经过物体之后，信号光束再通过一个焦距为25mm的收集凸透镜，到达一个直径为0.8mm的干冰冷却雪崩光电二极管D1，这个雪崩光电二极管恰位于收集透镜的焦点上。闲置光束经过另一个同样的滤光片，不经过物体，直接照射在由0.5mm多模光纤尖端上，再到达另一个干冰冷却雪崩二极管D2。两个正交的编码驱动检测器在垂直于光束方向的平面上进行扫描，并将检测器的输出脉冲发送到接收窗口为1.8ns的符合计数器。设成像透镜到收集透镜距离为S，成像透镜到多模光纤尖端距离为S'，成像透镜焦距为f，当三者满足关系式
{\displaystyle {\frac {1}{S}}+{\frac {1}{S'}}={\frac {1}{f}}}
时，装置可产生清晰物像。其中符合计数器的原理是，两探测器均有响应时才计数，如果只有一个有响应或都没有响应则不计数。探测器D1没有空间分辨率，D2所在的闲置光（参考光）光路中没有待成像物体，所以两者都不能单独完成物体成像；但处于无物体参考光路的D2探测器经过逐点扫描再与D1结果关联之后得到了物体的像，使得量子成像又被称为“鬼”成像。
1997年，索托·里贝罗（英語：P. H. Souto Ribeiro）小组发现，当自发参量下转换晶体足够薄（在泵浦光传播方向上足够短）时，泵浦光束的角频谱将转化为自发参量下转换过程生成的双光子状态。小组通过将自发参量下转换光束的横向特性与泵浦光束的横向特性联系起来，提出了控制信号光子与闲置光子之间横向空间相关性的方法，实现了对纠缠光子关联性质的调制，使得在不向信号光路和闲置光路添加任何光学器件的情况下，也可以控制符合检测入射光束的横向特性，而不对强度产生影响。

### 经典光量子成像
史砚华小组实验验证量子成像之后，经典光是否能实现量子成像在学术界产生了争议。2001年，波士顿大学的艾曼·阿布瓦迪（英語：Ayman F. Abouraddy）小组分别用经典光和纠缠光进行了量子成像实验，之后发表评论称，纠缠光可以成部分相干像或者甚至完全相干像，经典光只能成非相干像；量子成像是纠缠光的特性，其他双光子源并不能模仿。然而，2002年，罗切斯特大学的瑞安·本宁克（英語：Ryan S. Bennink）团队就使用随机扫描激光光源证明了了经典光源也可以进行量子成像。团队对连续激光束进行斩波，通过随机旋转反射镜产生不同方向的偏转光，再通过分束器来产生经典光源；用桶探测器检测信号光是否未被测试图案遮挡，并记录信号光未被遮挡时CCD拍摄参考光记录下的帧，即用桶探测器门控CCD。实验结果是，未门控时CCD无法拍摄到图案，经过门控之后CCD可以拍摄到测试图案。这证明了，尽管经典光源没有纠缠光源所特有的一些全局性质，但具有一定相关性的经典光源仍然可以通过符合计数产生量子成像现象。
2004年，意大利的路易吉·卢吉亚托小组提出了热光源的量子成像理论方案。在这种方案中，来自热光源的光束被分束器分为两束，后续处理与纠缠光源成像相同，小组通过类比纠缠光源和热光源的成像过程，推断可以使用纯粹的非相干光源（热光源）实现量子成像。2005年，史砚华小组用氦氖激光器产生的激光入射旋转毛玻璃盘产生的赝热光源为光源，发现了非纠缠光源的双光子成像高斯薄透镜方程，实现了量子成像。同年，中科院物理所的吴令安小组实现了真热光的双光子二阶关联，不久后用20mA直流供电、谐振波长780nm的空心阴极灯（铷灯）实现了真热光源量子成像。
尽管已经证明无论经典光源还是纠缠光源都可以进行量子成像，但费里（F. Ferri）小组于2005年发表文章称，成像的分辨率具有一个上限，这个上限只有使用纠缠光源可以达到。这证明，纠缠光源相对经典光源量子成像，具有信息可见性和分辨率更高的优势，这种优势在高精度测量和量子通信领域都有应用。另一方面，热光源更容易生成和测量，但成像的分辨率会更低，背景噪声更强。
2008年，美国麻省理工学院教授杰弗里·夏皮罗使用高斯态光模型理论对量子成像原理进行了统一的解释。

### 无透镜量子成像
2004年，韩申生和程静提出可以通过适当选择成像几何形状，用非相干光源实现无透镜傅里叶变换成像。这为非可见光量子成像，如X射线衍射成像，提供了理论上的可行性。2006年，史砚华小组实现了无透镜或其他等效成像系统的赝热光源量子成像，这种方案适合任何波长的辐射作为光源，并且形成图像的过程中不需要任何成像透镜，因此这种方案对于X射线、伽马射线和其他波长光源的成像应用帮助很大。

### 计算量子成像

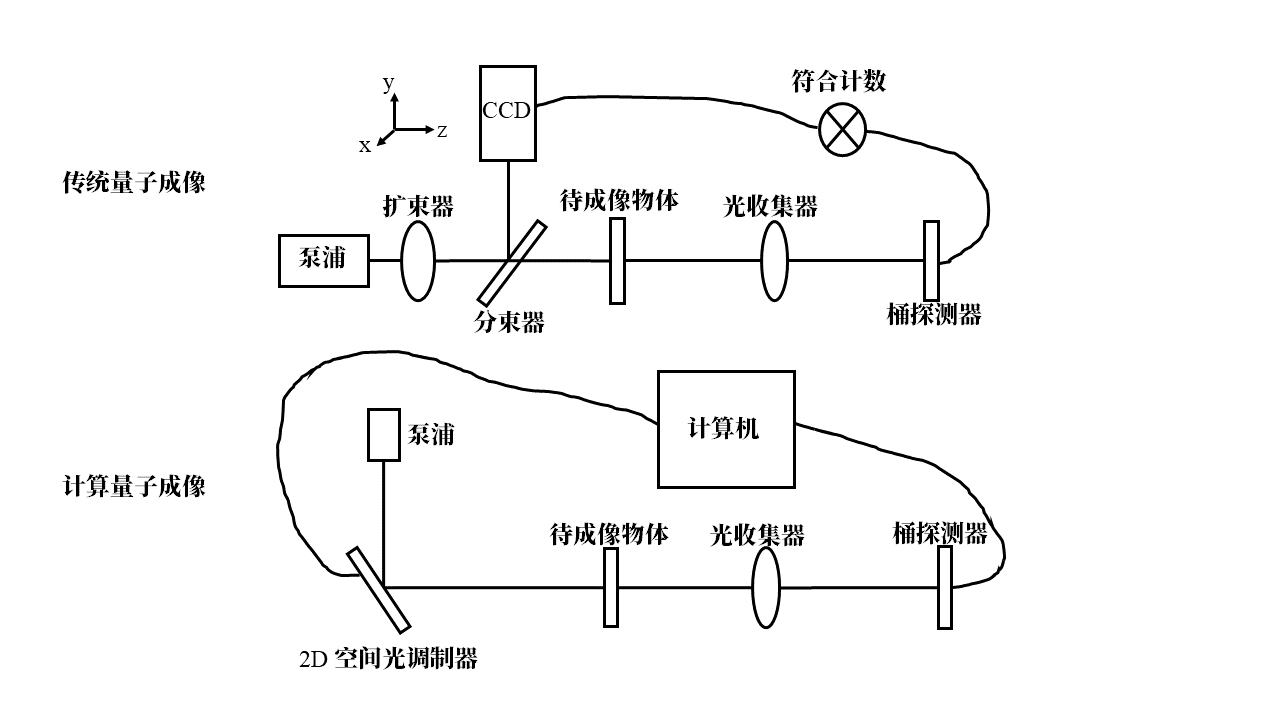
传统量子成像与计算量子成像对比示意图

夏皮罗也提出了计算量子成像的理论。与传统量子成像不同，计算量子成像方案仅保留了包含待成像物体的测量光路和桶探测器，通过激光照射空间光调制器产生可调强度、相位等参数的空间调制光场（又称为主动式光源），再根据衍射理论计算得到原参考光路在无透镜量子成像中可以得到的特定位置的光强分布，与测量光场进行符合关联得到图像。这种方案所用的装置可以生成没有背景噪声的图像，其分辨率和成像区域可以通过调整空间光调制器的参数来控制。2009年，以色列科学家B. Sun等人在3D成像实验中验证了计算量子成像的可行性。

### 差分量子成像
2010年，意大利学者路易吉·卢贾托等提出差分量子成像（差分鬼成像，DGI）的方案，该方案提高了量子成像信噪比的数量级，大幅提高了量子成像的成像质量，在一些强干扰和背景噪声较大的环境下表现较为良好，但需要大量的测量数据和更复杂的计算。2012年，罗开红及其同事提出一种名为“对应成像”（CI）的技术，可概述为选择桶探测器在正向或负向的强度波动（正信号与负信号），对对应的参考光路所得的数据进行条件平均，而不是用桶探测器获得的光强与参考光路所得数据直接相乘。2013年，中科院物理研究所吴令安小组提出时间对应差分量子成像，将差分量子成像和对应成像的优点结合起来，降低了数据处理难度，缩短了成像所需的计算时间。

## 原理

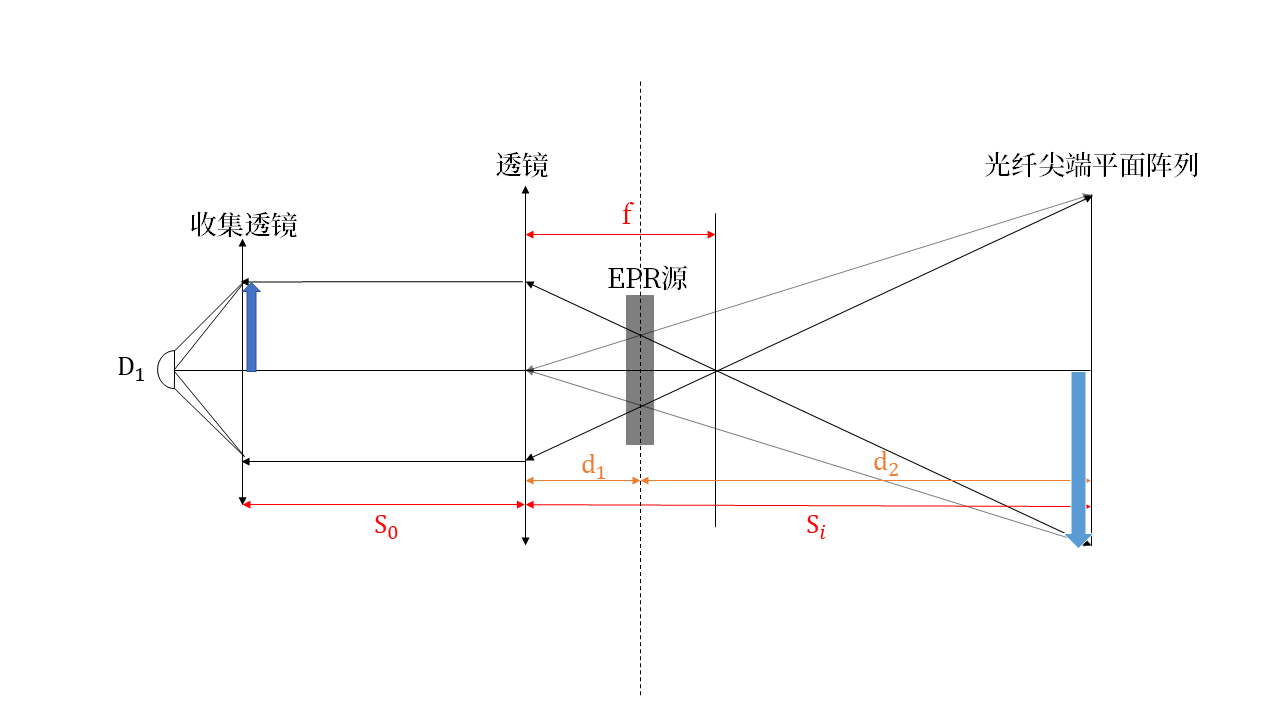
量子成像原理示意图

量子成像两路探测器输出和最终所成物像示意图

以下尝试分析史砚华小组1995年所做的纠缠光源量子成像实验，简述量子成像的原理。
自发参量下转换过程之后，泵浦光子分裂成为一对信号光子-闲置光子，其能量满足
{\displaystyle \omega _{s}=\omega _{i}=\omega _{p}/2}
其中{\displaystyle \omega _{s}}是信号光子的能量，{\displaystyle \omega _{i}}是闲置光子的能量，{\displaystyle \omega _{p}}是泵浦光子的能量，“{\displaystyle \cong }”代表近似等于。
双光子的横向位矢和动量EPR{\displaystyle \delta }函数表达式分别为{\displaystyle \delta ({\overrightarrow {\rho _{s}}}-{\overrightarrow {\rho _{i}}})}和{\displaystyle \delta ({\overrightarrow {k_{s}}}+{\overrightarrow {k_{i}}})}其中，{\displaystyle {\overrightarrow {\rho _{s}}}}和{\displaystyle {\overrightarrow {\rho _{i}}}}分别是信号光子和闲置光子的位矢，{\displaystyle {\overrightarrow {k_{s}}}}和{\displaystyle {\overrightarrow {k_{i}}}}分别是信号光子和闲置光子的动量。
虽然光子可能从非线性晶体表面的任何一点出射，但{\displaystyle \delta ({\overrightarrow {\rho _{s}}}-{\overrightarrow {\rho _{i}}})}表明，如果在某一空间位置找到信号-闲置光子对中的一个光子，则必在对应位置找到另一个光子，即光子对必从同一点出射。{\displaystyle \delta ({\overrightarrow {k_{s}}}+{\overrightarrow {k_{i}}})}定义了光子对的角度相关性：{\displaystyle {\overrightarrow {k_{s}}}=-{\overrightarrow {k_{i}}}}，即双光子必在相对出射点大致相等但相反的角度存在。
定义{\displaystyle G^{(2)}({\overrightarrow {\rho _{o}}},{\overrightarrow {\rho _{i}}})}；{\displaystyle {\overrightarrow {\rho _{o}}}}和{\displaystyle {\overrightarrow {\rho _{i}}}}是物平面和像平面上点的横向位矢。以下将证明，物平面和像平面之间存在一个{\displaystyle \delta }函数，即存在一种“点对点”的对应关系，若在物平面上{\displaystyle {\overrightarrow {\rho _{o}}}}位置找到信号光子，则必在满足{\displaystyle \delta ({\overrightarrow {\rho _{s}}}-{\overrightarrow {\rho _{i}}}/m)}关系的位置找到闲置光子。{\displaystyle m=-{\frac {s_{i}}{s_{o}}}}，是像对物体的放大倍数，其中{\displaystyle s_{o}}是物平面与透镜的光学距离，{\displaystyle s_{i}}是像平面与透镜的光学距离。
确定{\displaystyle \delta }函数对应的相关性后，以下展示物函数{\displaystyle A({\overrightarrow {\rho _{o}}})}如何转到{\displaystyle A({\overrightarrow {\rho _{i}}}/m)}。上图中的一条“光线”实际上表示一对信号-闲置光子。{\displaystyle (r_{1},t_{1})}和{\displaystyle (r_{2},t_{2})}在物平面和像平面上的对应关系实际上是双光子振幅叠加的结果。
建立格林函数{\displaystyle g({\overrightarrow {k_{s}}},\omega _{s},{\overrightarrow {\rho _{o}}},z_{o})}和{\displaystyle g({\overrightarrow {k_{i}}},\omega _{i},{\overrightarrow {\rho _{2}}},z_{2})}。信号光路和闲置光路的测量方法非常不同，需要分开考虑。

### 信号光路
在信号光路，信号光在从源输出到成像透镜的{\displaystyle d_{1}}的距离上自由传播，通过{\displaystyle s_{o}}距离的物光路，到达收集透镜，再聚焦到{\displaystyle D_{1}}上，光学传递函数为：
{\displaystyle g({\overrightarrow {k_{s}}},\omega _{s};{\overrightarrow {\rho _{o}}},z_{o}=d_{1}+s_{o})=e^{i{\frac {\omega _{s}}{c}}z_{o}}\times \int _{lens}d{\overrightarrow {\rho _{l}}}\int _{source}d{\overrightarrow {\rho _{s}}}\{{\frac {-i\omega _{s}}{2\pi cd_{1}}}e^{i{\overrightarrow {k_{s}}}\cdot {\overrightarrow {\rho _{s}}}}e^{i{\frac {\omega _{s}}{2cd_{1}}}\left\vert {\overrightarrow {\rho _{s}}}-{\overrightarrow {\rho _{l}}}\right\vert ^{2}}\}\times e^{-i{\frac {\omega }{2cf}}\left\vert {\overrightarrow {\rho _{l}}}\right\vert ^{2}}\{{\frac {-i\omega _{s}}{2\pi cs_{o}}}e^{i{\frac {\omega _{s}}{2cs_{o}}}\left\vert {\overrightarrow {\rho _{l}}}-{\overrightarrow {\rho _{o}}}\right\vert ^{2}}\}}
{\displaystyle {\overrightarrow {\rho _{s}}}}和{\displaystyle {\overrightarrow {\rho _{l}}}}分别是光源输出平面和成像透镜平面上定义的横向位矢。上式中，前后两个大括号分别代表光子从输出平面到成像透镜平面，和成像透镜平面到物平面的自由空间传播过程。{\displaystyle e^{i{\frac {\omega _{s}}{2cd_{1}}}\left\vert {\overrightarrow {\rho _{s}}}-{\overrightarrow {\rho _{l}}}\right\vert ^{2}}}和{\displaystyle e^{i{\frac {\omega _{s}}{2cs_{o}}}\left\vert {\overrightarrow {\rho _{l}}}-{\overrightarrow {\rho _{o}}}\right\vert ^{2}}}是菲涅尔相位。把成像透镜视为薄透镜，则其变换函数近似为一个高斯函数{\displaystyle l(\left\vert {\overrightarrow {\rho _{l}}}\right\vert ,f)\cong e^{-i{\frac {\omega }{2cf}}\left\vert {\overrightarrow {\rho _{l}}}\right\vert ^{2}}}。

### 闲置光路
在闲置光路，闲置光从源输出到成像透镜，整个{\displaystyle d_{2}}距离上都是自由传播的，光学传递函数为：
{\displaystyle g({\overrightarrow {k_{i}}},\omega _{i};{\overrightarrow {\rho _{2}}},z_{2}=d_{2})={\frac {-i\omega _{i}}{2\pi cd_{2}}}e^{i{\frac {\omega _{i}}{c}}d_{2}}\int _{source}d{\overrightarrow {\rho '_{s}}}e^{i{\frac {\omega _{i}}{2cd_{2}}}\left\vert {\overrightarrow {\rho '_{s}}}-{\overrightarrow {\rho _{2}}}\right\vert ^{2}}e^{i{\overrightarrow {k_{i}}}\cdot {\overrightarrow {\rho '_{s}}}}}
{\displaystyle {\overrightarrow {\rho '_{s}}}}和{\displaystyle {\overrightarrow {\rho _{2}}}}分别是源平面和{\displaystyle \delta }光电探测器平面上的横向位矢。

### 全光路（物平面-像平面）
为简化计算，假设{\displaystyle \omega _{s}=\omega _{i}=\omega }，SPDC双光子共线，忽略所有比例常数（因此将{\displaystyle =}替换为{\displaystyle \propto }），将{\displaystyle g({\overrightarrow {k_{s}}},\omega _{s},{\overrightarrow {\rho _{o}}},z_{o})}和{\displaystyle g({\overrightarrow {k_{i}}},\omega _{i},{\overrightarrow {\rho _{2}}},z_{2})}代入像平面有效波函数（英語：effective wave function）
{\displaystyle \Psi ({\overrightarrow {\rho _{1}}},z_{1},t_{1};{\overrightarrow {\rho _{2}}},z_{2},t_{2})=\Psi _{o}\int d{\overrightarrow {k_{s}}}d{\overrightarrow {k_{i}}}\delta ({\overrightarrow {k_{s}}}+{\overrightarrow {k_{i}}})\int d{\omega _{s}}d{\omega _{i}}\delta ({\omega _{s}}+{\omega _{i}}-{\omega _{p}})\times g({\overrightarrow {k_{s}}},\omega _{s};{\overrightarrow {\rho _{1}}},z_{1})e^{-i\omega _{s}t_{1}}g({\overrightarrow {k_{i}}},\omega _{i};{\overrightarrow {\rho _{2}}},z_{2})e^{-i\omega _{i}t_{2}}}
可求出双光子有效波函数表达式
{\displaystyle \Psi ({\overrightarrow {\rho _{o}}},{\overrightarrow {\rho _{2}}})\propto \int d{\overrightarrow {k_{s}}}d{\overrightarrow {k_{i}}}\delta ({\overrightarrow {k_{s}}}+{\overrightarrow {k_{i}}})g({\overrightarrow {k_{s}}},\omega ;{\overrightarrow {\rho _{o}}},z_{o})g({\overrightarrow {k_{i}}},\omega ;{\overrightarrow {\rho _{2}}},z_{2})\propto e^{i{\frac {\omega }{c}}(s_{o}+s_{i})}\int d{\overrightarrow {k_{s}}}d{\overrightarrow {k_{i}}}\delta ({\overrightarrow {k_{s}}}+{\overrightarrow {k_{i}}})\times \int _{lens}d{\overrightarrow {\rho _{l}}}\int _{source}d{\overrightarrow {\rho _{s}}}e^{i{\overrightarrow {k_{s}}}\cdot {\overrightarrow {\rho _{s}}}}e^{{\frac {\omega }{2cd_{1}}}\left\vert {\overrightarrow {\rho _{s}}}-{\overrightarrow {\rho _{l}}}\right\vert ^{2}}\times e^{-i{\frac {\omega }{2cf}}\left\vert {\overrightarrow {\rho _{l}}}\right\vert ^{2}}e^{i{\frac {\omega _{s}}{2cs_{o}}}\left\vert {\overrightarrow {\rho _{l}}}-{\overrightarrow {\rho _{o}}}\right\vert ^{2}}\times \int _{source}d\rho '_{s}e^{i{\overrightarrow {k_{i}}}\cdot {\overrightarrow {\rho '_{s}}}}e^{i{\frac {\omega _{i}}{2cd_{2}}}\left\vert {\overrightarrow {\rho '_{s}}}-{\overrightarrow {\rho _{2}}}\right\vert ^{2}}}
完成二重积分
{\displaystyle \int d{\overrightarrow {k_{s}}}d{\overrightarrow {k_{i}}}\delta ({\overrightarrow {k_{s}}}+{\overrightarrow {k_{i}}})e^{i{\overrightarrow {k_{s}}}\cdot {\overrightarrow {\rho _{s}}}}e^{i{\overrightarrow {k_{i}}}\cdot {\overrightarrow {\rho '_{s}}}}\backsim \delta ({\overrightarrow {\rho _{s}}}-{\overrightarrow {\rho '_{s}}})}
后，双光子有效波函数表达式变形为
{\displaystyle \Psi ({\overrightarrow {\rho _{o}}},{\overrightarrow {\rho _{2}}})\propto e^{i{\frac {\omega }{c}}(s_{o}+s_{i})}\times \int _{lens}d{\overrightarrow {\rho _{l}}}\int _{source}d{\overrightarrow {\rho _{s}}}e^{i{\frac {\omega }{2cd_{2}}}\left\vert {\overrightarrow {\rho _{2}}}-{\overrightarrow {\rho _{s}}}\right\vert ^{2}}e^{i{\frac {\omega }{2cd_{1}}}\left\vert {\overrightarrow {\rho _{s}}}-{\overrightarrow {\rho _{l}}}\right\vert ^{2}}\times e^{-i{\frac {\omega }{2cf}}\left\vert {\overrightarrow {\rho _{l}}}\right\vert ^{2}}e^{i{\frac {\omega }{2cs_{o}}}\left\vert {\overrightarrow {\rho _{l}}}-{\overrightarrow {\rho _{o}}}\right\vert ^{2}}}
完成对{\displaystyle d{\overrightarrow {\rho _{s}}}}的积分后，可变形为
{\displaystyle \Psi ({\overrightarrow {\rho _{o}}},{\overrightarrow {\rho _{2}}})\propto e^{i{\frac {\omega }{c}}(s_{o}+s_{i})}\times \int _{lens}d{\overrightarrow {\rho _{l}}}e^{i{\frac {\omega }{2cs_{i}}}\left\vert {\overrightarrow {\rho _{2}}}-{\overrightarrow {\rho _{l}}}\right\vert ^{2}}e^{-i{\frac {\omega }{2cf}}\left\vert {\overrightarrow {\rho _{l}}}\right\vert ^{2}}e^{i{\frac {\omega }{2cs_{o}}}\left\vert {\overrightarrow {\rho _{l}}}-{\overrightarrow {\rho _{o}}}\right\vert ^{2}}}
用{\displaystyle s_{i}}代替{\displaystyle d_{1}+d_{2}}，{\displaystyle d{\overrightarrow {\rho _{l}}}}上的积分在物平面和像平面之间产生的点对点对应关系，由高斯薄透镜方程定义：
{\displaystyle \int _{lens}{\overrightarrow {\rho _{l}}}e^{i{\frac {\omega }{2c}}[{\frac {1}{s_{o}}}+{\frac {1}{s_{i}}}-{\frac {1}{f}}]\left\vert {\overrightarrow {\rho _{l}}}\right\vert ^{2}}e^{-i{\frac {\omega }{c}}({\frac {\overrightarrow {\rho _{o}}}{s_{o}}}+{\frac {\overrightarrow {\rho _{i}}}{s_{i}}})\cdot {\overrightarrow {\rho _{l}}}}\sim \delta ({\overrightarrow {\rho _{o}}}+{\frac {\overrightarrow {\rho _{i}}}{m}})}
用{\displaystyle {\overrightarrow {\rho _{2}}}}等效代替{\displaystyle {\overrightarrow {\rho _{i}}}}，则上式中的积分值趋向无穷大，应用高斯薄透镜方程
{\displaystyle {\frac {1}{s_{i}}}+{\frac {1}{s_{o}}}={\frac {1}{f}}}
将{\displaystyle m={\frac {s_{i}}{s_{o}}}}定义为成像系统放大倍数，{\displaystyle \delta ({\overrightarrow {\rho _{o}}}+{\frac {\overrightarrow {\rho _{i}}}{m}})}表示物平面上的每一个{\displaystyle {\overrightarrow {\rho _{o}}}}与像平面上的每一个{\displaystyle {\overrightarrow {\rho _{i}}}}唯一对应，两向量方向相反，大小比为{\displaystyle m={\frac {\left\vert {\overrightarrow {\rho _{i}}}\right\vert }{\left\vert {\overrightarrow {\rho _{o}}}\right\vert }}}。
考虑到成像透镜尺寸有限（设半径为R），则积分会产生点扩散函数{\displaystyle somb(x)}：
{\displaystyle \int _{lens}d{\overrightarrow {\rho _{l}}}e^{-i{\frac {\omega }{c}}({\frac {\overrightarrow {\rho _{o}}}{s_{o}}}+{\frac {\overrightarrow {\rho _{i}}}{s_{i}}})\cdot {\overrightarrow {\rho _{l}}}}\propto somb({\frac {R}{s_{o}}}{\frac {\omega }{c}}[{\overrightarrow {\rho _{o}}}+{\frac {\overrightarrow {\rho _{i}}}{m}}])}
其中{\displaystyle somb(x)=2J_{1}(x)}，{\displaystyle J_{1}(x)}是一阶贝塞尔函数，将物-像平面的点对点关系转化为点对像素关系，限制了成像的空间分辨率。在代入高斯薄透镜方程后，横向双光子有效波函数近似为一个{\displaystyle \delta }函数：
{\displaystyle \Psi ({\overrightarrow {\rho _{o}}},{\overrightarrow {\rho _{i}}})\sim \delta ({\overrightarrow {\rho _{o}}}+{\frac {\overrightarrow {\rho _{i}}}{m}})}
这表现了物-像平面之间的点对点相关性，即若在物平面{\displaystyle {\overrightarrow {\rho _{o}}}}位置找到信号光子，则必然在像平面{\displaystyle {\overrightarrow {\rho _{i}}}}位置找到闲置光子，{\displaystyle {\overrightarrow {\rho _{o}}}}和{\displaystyle {\overrightarrow {\rho _{i}}}}满足{\displaystyle {\overrightarrow {\rho _{o}}}+{\frac {\overrightarrow {\rho _{i}}}{m}}=0}，{\displaystyle m={\frac {s_{i}}{s_{o}}}}。
在信号光路的光学传递函数中再加入作为物体的光圈、收集透镜和光子计数检测器，其中后两者整体可视为一个桶探测器。桶探测器对通过物体（光圈）{\displaystyle A({\overrightarrow {\rho _{o}}})}，触发光电联合检测的光子进行积分：
{\displaystyle R_{1,2}\propto \int _{object}d{\overrightarrow {\rho _{o}}}\left\vert A({\overrightarrow {\rho _{o}}})\right\vert ^{2}\left\vert \Psi ({\overrightarrow {\rho _{o}}},\Psi ({\overrightarrow {\rho _{i}}})\right\vert ^{2}\cong \left\vert A({\frac {\overrightarrow {\rho _{i}}}{m}})\right\vert ^{2}}
同时，闲置光路中的探测器{\displaystyle D_{2}}再次扫描像平面，{\displaystyle {\displaystyle {\overrightarrow {\rho _{2}}}}={\displaystyle {\overrightarrow {\rho _{i}}}}}。
综上所述，位置EPR相关性是双光子振幅相干叠加的结果：
{\displaystyle G^{(2)}({\overrightarrow {\rho _{o}}},{\overrightarrow {\rho _{i}}})=\left\vert \int d{\overrightarrow {k_{s}}}d{\overrightarrow {k_{i}}}\delta ({\overrightarrow {k_{s}}}+{\overrightarrow {k_{i}}})g({\overrightarrow {k_{s}}},{\overrightarrow {\rho _{o}}})g({\overrightarrow {k_{i}}},{\overrightarrow {\rho _{2}}})\right\vert ^{2}}
原则上，一对信号-闲置光子对包含用于在物平面和像平面间产生点对点对应关系的双光子振幅，因此量子成像又称为“双光子关联成像”。

## 相关领域与应用

### 光刻技术
2000年，博托（英語：A. N. Boto）小组提出了N光子吸收光刻技术，这种技术使用纠缠光子流取代经典光的非相干性光子流，降低光刻技术中的最小可分辨特征尺寸。高度纠缠的光子可以使得光刻技术的最小可分辨特征尺寸突破瑞利衍射极限规定的最小值{\displaystyle \lambda /2}，达到{\displaystyle \lambda /2N}（N是一个泵浦光子分裂成为的一组纠缠光子的数量，这些光子最后都会被光刻胶吸收）。其原理可以简述为：在经典光中，N个光子到达某一特定空间区域的概率是单个光子到达该范围的N次方，但纠缠光中只要确定其中一个光子到达的区域，其他N-1个光子会到达的区域是确定的，如果光学系统对的足够准，则N个纠缠光子到达某一特定区域的概率就只需要计算一次，这使得N光子光刻不需要光焦度达到不切实际的程度，仅使用与经典器件相同的功率级别，即可使光刻最小可分辨特征尺寸降低N倍。

### 激光雷达技术
传统激光雷达分为两种类型：扫描成像激光雷达和非扫描成像激光雷达。扫描成像激光雷达通过用脉冲激光逐点扫描目标区域来获得目标的真实空间图像，这种雷达难以对高速运动物体进行成像；非扫描成像激光雷达用脉冲闪光激光源和高分辨率成像系统进行成像，一次曝光即可获得目标的真实空间图像，但目标反射的光强是由CCD相机许多小像素接收到的，因此检测灵敏度较低，其检测距离受到成像系统光路和整个成像平面的信噪比的影响。相较之下，量子成像激光雷达具有遥感距离长、成像速度快和成像分辨率高等优点。
2009年，以色列科学家亚伦·希尔伯格（英語：Yaron Silberberg）等进行了计算量子成像的验证实验，提出了用于赝热量子成像的图像重建高级算法，并提出计算量子成像可以用于激光雷达。2011年，美国麻省理工学院学者提出计算量子成像用于遥感成像的方案，并分析了这种方案的性能。2012年，上海光机所韩申生团队实现了基于稀疏约束的关联成像雷达，并在约1km的距离上进行了高分辨率成像。2013年，韩申生团队实现了3D量子成像激光雷达。2015年，韩申生小组提出了结构化图像重构方法，这种方法可以更准确地恢复具有各种稀疏比率的场景切片，并且具有明显的增强分辨率的效果，这适用于测量次数较少的量子成像过程，大幅提高了三维量子成像激光雷达的成像质量。2016年，清华大学戴琼海小组提出了内容自适应计算量子成像方法，用以在测量次数较少的情况下重建较高质量的图像，从而完成对动态目标的成像。